# Melanterius
Melanterius är ett släkte av skalbaggar. Melanterius ingår i familjen vivlar.

## Dottertaxa tillMelanterius, i alfabetisk ordning[1]
- Melanterius aberrans
- Melanterius acaciae
- Melanterius adipatus
- Melanterius amplipennis
- Melanterius antennalis
- Melanterius apicalis
- Melanterius aratus
- Melanterius arenaceus
- Melanterius atronitens
- Melanterius baridioides
- Melanterius bicalcaratus
- Melanterius bidentatus
- Melanterius biseriatus
- Melanterius caledonicus
- Melanterius cardiopterus
- Melanterius carinicollis
- Melanterius castaneus
- Melanterius cicatricosus
- Melanterius cinnamomeus
- Melanterius compactus
- Melanterius compositus
- Melanterius confusus
- Melanterius congrua
- Melanterius congruens
- Melanterius conspiciendus
- Melanterius cordipennis
- Melanterius corosus
- Melanterius costipennis
- Melanterius curvirostris
- Melanterius ellipticus
- Melanterius fasciculatus
- Melanterius femoralis
- Melanterius floridus
- Melanterius fugitivus
- Melanterius graniventris
- Melanterius humeralis
- Melanterius hybridus
- Melanterius hypolissus
- Melanterius imitator
- Melanterius impolitus
- Melanterius incisus
- Melanterius incomptus
- Melanterius insularis
- Melanterius interstitialis
- Melanterius labeculosus
- Melanterius lamellatus
- Melanterius lateralis
- Melanterius laticornis
- Melanterius latipennis
- Melanterius latus
- Melanterius legitimus
- Melanterius leptorhynchus
- Melanterius leucophaeus
- Melanterius maculatus
- Melanterius maestus
- Melanterius mediocris
- Melanterius microtrichius
- Melanterius minor
- Melanterius modestus
- Melanterius modicus
- Melanterius multimaculatus
- Melanterius nemorhinus
- Melanterius niveodispersus
- Melanterius oleosus
- Melanterius papuensis
- Melanterius parvidens
- Melanterius pectoralis
- Melanterius persimilis
- Melanterius piceirostris
- Melanterius porcatus
- Melanterius porosus
- Melanterius rufimanus
- Melanterius rufirostris
- Melanterius rufus
- Melanterius semiporcatus
- Melanterius semiporosus
- Melanterius servulus
- Melanterius setipennis
- Melanterius setistriatus
- Melanterius solitus
- Melanterius squamipennis
- Melanterius stenocnemis
- Melanterius strabonus
- Melanterius submaculatus
- Melanterius tenuis
- Melanterius tibialis
- Melanterius tristis
- Melanterius tropicus
- Melanterius unidentatus
- Melanterius uniseriatus
- Melanterius ventralis
- Melanterius villosipes
- Melanterius vinosus
- Melanterius vulgivagus